# Dreiständerhaus Siemen
Das Dreiständerhaus Siemen ist ein historisches Fachwerk-Bauernhaus mit der Adresse Siemer Dorfstraße 5 im Gusborner Ortsteil Siemen im Wendland.
Das heute unter Denkmalschutz stehende Haus wurde im Jahre 1576 in Dreiständerbauweise errichtet  und steht unter einem Halbwalmdach. Die Lehmausstakung des Fachwerks ist teilweise durch Backstein ersetzt.  Es ist das älteste Hallenhaus im Wendland.
Nicht das gesamte Haus stammt von 1576, sondern nur das Innengerüst und der Torbogen.
Die Inschrift am Dielentorsturz lautet: Der Segen des Hern macht reich im Himmel und auf Erden/ Jochen Fransz Catrina Wiencken/ den 16 Meye Anno 1576.